# Каспи, Иосиф
Иосиф Каспи, полное имя Иосиф бен-Абба Меир бен-Иосиф бен-Яков Каспи (род. в 1280 году в Ларжантьере; ум. 1345 на Майорке) — провансальский гебраист, библейский экзегет, грамматик и философ XIV века.

## Биография
Родился в 1280 году в Ларжантьере (от фр. «л’аржан», «серебро»), откуда и название его «Каспи», כספי (от כסף — «серебро»; כספי = «из серебра»). Провансальское имя Каспи было дон Бонафу де Ларжантьера (Bonafous de Largentera).
Каспи начал свою литературную деятельность на 17-м году жизни; на тридцатом году он посвятил себя изучению логики и философии, которою занимался в продолжение всей жизни. Много путешествовал, был в Арле, Тарасконе, Арагонии, Каталонии, Майорке, посетил Египет, где, как сообщает в сочинении «Zawwaah», собирался изучать философию под руководством членов семьи Маймонида. Но его намерение не осуществилось, ибо потомки Маймонида были людьми более благочестивыми, чем учёными.
Одно время собирался в Фес, где существовали «возобновлённые» школы, позже поселился в Тарасконе. Едва не поплатился жизнью за привязанность к религии отцов во время «похода пастухов» (1320) при Филиппе V.
Умер в 1345 году на Майорке.

## Труды
Каспи написал 29 сочинений, к которым сам составил перечень и указатель («Kebuzat Kesef», напечатано Бенъякобом в «Debarim Attikim», Лейпциг, 1844); из них многие сохранились в рукописном виде, а другие известны лишь по заглавиям.
- «Perusch», комментарий к грамматике ибн-Джанаха; суперкомментарии к Ибн-Эзре на Пятикнижие, один из которых под заглавием «Poraschat Kesef» (грамматический) хранится в Парижской национальной библиотеке, рукопись № 184, прочие в других библиотеках);
- «Terumat Kesef», сокращённое издание комментариев Аверроэса к «Этике» Аристотеля и к «Республике» Платона по еврейскому переводу Самуила из Марселя (Парма, № 442; Neubauer, Catal. Bodl. Hebr. MSS., № 1427);
- «Zawwaat Kaspi», или «Joreh Deah», завещание в форме нравственных наставлений сыну автора, изданное Элиезером Ашкенази, Лейпциг, 1844;
- «Mattath Kesef», комментарий к Пророкам и Агиографам;
- «Mazref la-Kesef», комментарий к Библии;
- «Kefore Kesef», возражения против различных объяснений Ибн-Эзры и Маймонида;
- «Kesef Siggim», вопросы и ответы о кажущихся противоречиях в Библии;
- «Zeror ha-Kesef», или «Kizzur Higgajon», компендиум по логике (Парижская национальная библиотека, № 986);
- «Retukoth Kesef», или «Pirke Kesef», сочинение по грамматике (Cat. Angel., № 21);
- «Schulchan Kesef», в 4-х главах, о пророках и библейских чудесах (Catalog. Peyron., стр. 209);
- «Tirаt Kesef», или «Sefer ha-Sod», мистический комментарий к Пятикнижию (Ватикан, № 36, 46);
- «Adne Kesef», вторая часть предыдущего сочинения, содержащая мистические объяснения к остальным библейским книгам;
- «Mizreke Kesef», объяснения библейских цитат о миросотворении;
- «Mazmeroth Kesef», комментарий к Иову (Мюнхен, № 265);
- «Menorat Кesef», комментарий к «Маасе Меркаба» (Neubauer, Cat. Bodl. Hebr. MSS., № 1631);
- «Chagorat Kesef», комментарий к Эзре и Хроникам (ib., № 362);
- «Kappoth Kesef», комментарий к кн. Руфи и Плачу Иеремии (Мюнхен, № 265; Кембридж, № 64);
- «Gelile Kesef», комментарий к кн. Эсфири (Парижская национальная библиотека, № 1092; Мюнхен, № 2653);
- «Chazozeroth Kesef», комментарий к Притчам, Экклезиасту и Песни Песней (Neubauer, Cat. Bodl. Hebr. MSS., № 362, 1349; Парма, № 461),
- «Kaaroth Kesef», имеющее целью доказать, что Тора заключает в себе идею духовного благополучия и бессмертия, объяснение еврейского учения о возмездии детям за грехи родителей, о взаимоотношении между нечестивым образом жизни человека и нередко сопровождающем его внешнем благополучии;
- «Ammude Kesef» и «Maskijoth Kesef», двойной комментарий к «Путеводителю растерянных» Маймонида (из них в первом объясняются наиболее трудные и спорные пункты Маймонидовой системы, а во втором сама аргументация этой системы); комментарий издан Верблюнером с примечаниями и исправлениями Р. Кирхгейма, Франкфурт-на-М., 1848;
- «Gebia Kesef», или «Joreh Deah», дополнения к мистическому библейскому комментарию (Саt. Реуrоn, стр. 208; Мюнхен, № 265);
- «Scharscheroth Kesef», или «Sefer ha-Schoraschim», пo библейской лексикографии (Парижская национальная библиотека, № 1244);
- «Kappoth Kesef», объяснения некоторых библейских проблем, касающихся истории евреев;
- «Mazemroth Kesef», комментарий к Псалмам;
- «Tam ha-Kesef», o разрушении обоих храмов, пророчествах Иеремии и пришествии Мессии.[4]

## Критика
Отношение еврейских ученых к сочинениям Каспи было различно. Так, Ибн-Царца, Моисей из Нарбонны и Эфоди отзывались с похвалой, каббалист Иоханан Алеманно рекомендовал изучение комментариев Каспи из-за их мистического содержания; тогда как Исаак Абрабанель и Симон Дуран причисляли Каспи к вольнодумцам за его слишком смелые рационалистические выводы в комментарии к «Путеводителю растерянных» Маймонида и, в частности, за то, что он признавал учение о вечности вселенной.